# Dom Studencki Mrowisko w Opolu
Dom Studencki Mrowisko w Opolu – dom studencki należący do Uniwersytetu Opolskiego (wcześniej Wyższej Szkoły Pedagogicznej im. Powstańców Śląskich w Opolu), zlokalizowany w Opolu przy ulicy Katowickiej 87. Obiekt charakteryzuje się socrealistycznymi formami architektonicznymi. Powstał w latach 1954–1956 jako pierwszy tego typu obiekt w mieście.

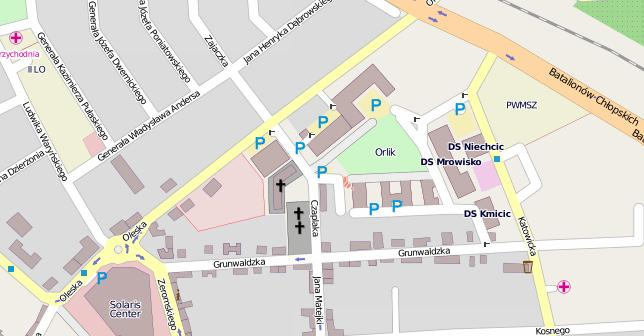
Miasteczko akademickie UO, we wschodniej jego części znajduje się DS „Mrowisko”

## Położenie
Dom Studencki „Mrowisko” znajduje się w centrum Opola, w północno-wschodniej części Śródmieścia. Zlokalizowany jest we wschodniej części kampusu Uniwersytetu Opolskiego.

## Historia

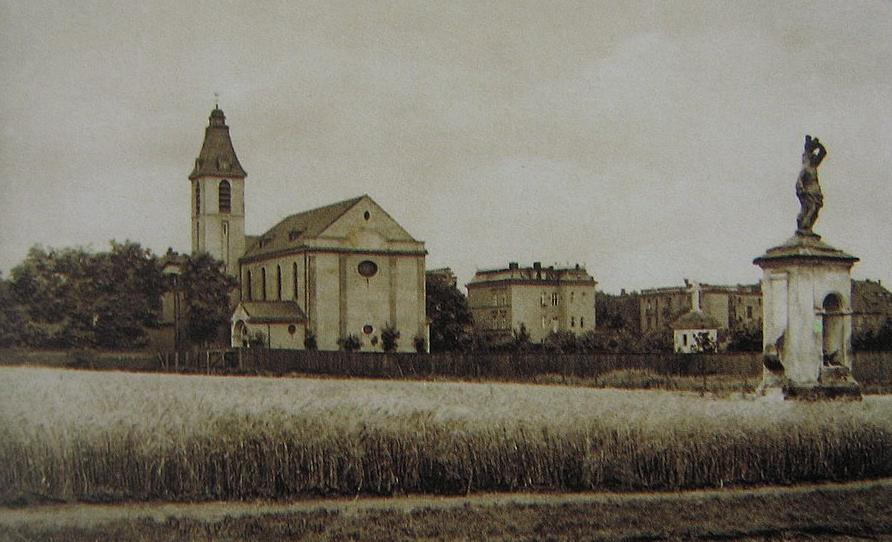
Pole uprawne z widocznym kościołem NSPJ w Opolu, na którym powstało miasteczko akademickie

### Budowa akademika
Teren na którym stoi dzisiejszy dom studencki nie był nigdy zabudowany, wcześniej znajdowało się na pole uprawne. W jego pobliżu znajdował się peryferyjne wille poniemieckie z przełomu XIX i XX wieku oraz kościół Najświętszego Serca Pana Jezusa, powstały w 1930 roku. W latach 40. i 50. XX wieku władze miejskie proponowały wybudowanie w tym miejscu monumentalnego teatru i targu.
Na przełomie 1953 i 1954 roku zawiązał się w Opolu Komitet Budowy Wyższej Szkoły Pedagogicznej w składzie: Lucjan Skalski (przewodniczący), Teodor Musioł (sekretarz), Bohdan Jezierski (członek) oraz Antoni Kolejewski (członek). Komitet pozyskując fundusze z Funduszu Odbudowy Szkół (FOS) zlecił wykonanie projektu przyszłego miasteczka akademickiego Opolskiemu Biurowi Projektów. Jednak po jego odmowie projekt pierwszych trzech budynków w miasteczku, w tym domu studenckiego, wykonał Bohdan Jezierski na prywatne zlecenie Teodora Musioła. W projekcie tym uwidoczniły się wszechobecne wpływy panującego wówczas socrealizmu.
Jeszcze na początku 1954 roku bez zgody władz w Warszawie ruszyły pierwsze prace budowlane, którymi kierował Antoni Kolejewski. Niedługo potem w listopadzie tego samego roku władze centralne zalegalizowały całą budowę. uroczystego otwarcia DS „Mrowisko” dokonano 21 stycznia 1956 roku. Akademik ten oferował 600 miejsc noclegowych. Na jego parterze znalazł się klub studencki Skrzat. Poza tym początkowo swoją siedzibę w nim znalazła także filia Biblioteki Głównej WSP.

### Pierwsze lata
W pierwszych latach działalności WSP w Opolu życie studenckie toczyło się na terenie kampusu uczelnianego, w którym w 1960 roku ukończono główny gmach WSP. Z inicjatywy Wojciecha Dindorfa i Zbigniewa Żakiewicza w „Mrowisku” powstał zespół satyryczny Wskazując Palcem oraz akademicki zespół artystyczny, który odgrywał spektakle na terenie całego województwa opolskiego.
14 marca 1968 studenci Jan Czech – członek zespołu Teatru Leniwego Widza oraz Adam Kasprzyk rozwiesili w holu „Mrowiska” ulotki informujące o wydarzeniach w kraju. Wieczorem odbył się tu wiec studencki, który zapoczątkował wydarzenia opolskiego marca 68'.

## Obecnie
W 2010 roku zakończono przebudowę południowego skrzydła akademika – w miejsce pokojów dla studentów powstało Collegium Iuridicum, siedziba wydziału Wydziału Prawa i Administracji. W związku z tym liczba miejsc zmniejszyła się do 315.

## Osoby związane z akademikiem

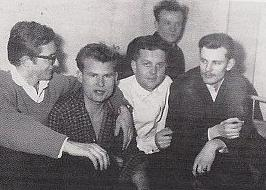
Mieszkańcy pokoju 27 w roku 1963

- Zbigniew Żakiewicz, prozaik, powieściopisarz, krytyk literacki,
- Ignacy Stępniewski, były dyrektor Instytutu Kształcenia Nauczycieli w Warszawie,
- Henryk Wopiński, organizator chórów akademickich,
- Kazimierz Sochacki, były dyrektor administracyjny UO
- Mieczysław Piróg, fizyk, były dziekan Dziekan Wydziału Matematyki, Fizyki i Chemii WSP w Opolu,
- Ignacy Bójko,
- Walenty Dobrzyński,
- Wojciech Dindorf
- Florian Jesionowski, autor projektu Amfiteatru Opolskiego